# Csak a szerelem számít
A Csak a szerelem számít (eredeti cím: Den skaldede frisør, angolul: Love Is All You Need) 2012-ben bemutatott dán-olasz romantikus-filmvígjáték, melyet Susanne Bier rendezett. A főszereplők Pierce Brosnan és Trine Dyrholm.

## Cselekmény
A utolsó kemoterápiájáról hazaérve, Ida, a dán fodrász rajtakapja férjét egy másik nővel. Közös lányuk, Astrid (Molly Blixt Egelind) készül hozzámenni a jó módú Patrickhoz Olaszországban. Ida mindent megtesz azért, hogy ők ketten kitartsanak egymás mellett, ezért elutazik utánuk Olaszországba. A repülőtérre vezető úton véletlenül beletolat egy mögötte haladó autóba, amelynek a sofőrjéről kiderül, hogy Patrick apja, a magányos özvegy Philip, aki ideje nagy részét munkájával tölti. Dühét mindenkin levezeti, amiért elvesztette feleségét.
Philip és Ida végül együtt utazik Olaszországba, ahol segítenek az ifjú párnak felkészülni esküvőjükre. Amint Ida férje megérkezik új barátnőjével, a nő minden energiáját arra összpontosítja, hogy Astrid mellett legyen, de Astridnak vannak saját problémái. Úgy érzi, hogy Patrick (aki meleg) egyre jobban eltávolodik tőle, és azon kezd gondolkodni, vajon valóban szereti-e őt.
Ida végül nem bocsát meg férjének, mert beleszeret Patrick apjába, akivel végül összejön.

## Szereplők
| Szerep     | Színész                      | Magyar hang        |
| ---------- | ---------------------------- | ------------------ |
| Philip     | Pierce Brosnan               | Kautzky Armand     |
| Ida        | Trine Dyrholm                | Zsigmond Tamara    |
| Leif       | Kim Bodnia                   | Háda János         |
| Benedikte  | Paprika Steen                | Orosz Helga        |
| Patrick    | Sebastian Jessen             | Csiby Gergely      |
| Astrid     | Molly Blixt Egelind          | Törőcsik Franciska |
| Tilde      | Christiane Schaumburg-Müller | Ágoston Katalin    |
| Kenneth    | Micky Skeel Hansen           |                    |
| Lizzie     | Bodil Jørgensen              |                    |
| Bitten     | Line Kruse                   |                    |
| Alessandro | Ciro Petrone                 |                    |

## Filmkészítés
A Dél-Olasz jeleneteket Sorrentóban és az Amalfi-parton forgatták.

## Díjak és jelölések
2013-ban a Csak a szerelem számít lett a legjobb filmvígjáték a 26. Európai Filmdíj átadón.